# Вахонькино
Вахонькино — деревня в Кадуйском районе Вологодской области.
Входит в состав Никольского сельского поселения, с точки зрения административно-территориального деления — в Никольский сельсовет.
Расположена на левом берегу реки Шулма в 3,3 км от центра сельского поселения, в 27,3 км от районного центра. Ближайшие населённые пункты — Анненская, Будиморово, Завод, Лукьяново, Никоновская, Пречистое, Слобода, Туровино, Фадеево, Чурово.
По переписи 2002 года население — 45 человек (20 мужчин, 25 женщин). Всё население — русские.

## История
В конце XIX века Вахонькино входило в Андогскую волость Череповецкого уезда Новгородской губернии. В начале XX века при преобразованиях административных единиц территория Череповецкого уезда перешла в Череповецкую губернию, затем в Ленинградскую область, с 1937 года — в Вологодскую область.
В 1927 году существовал Вахонькинский сельсовет. Позже деревня вошла в состав Никольского сельсовета, который с 1 января 2006 года был преобразован в сельское поселение.

## Вахонькинская школа
В 1899 году в Вахонькино было открыто двухклассное училище. Сначала оно располагалось в доме первого профессионального учителя Андогской волости Акинфа Григорьевича Белова, который получил образование в Новгородской учительской школе по стипендии от земства. Вскоре на земле, выделенной крестьянами Вахонькинского сельского общества, было построено для школы отдельное здание. Средства на обустройство школы были получены от Андогского и Федотораменского волостных правлений и купца Ивана Демидова.
В 1921 году Вахонькинская школа стала семилетней, в 1925 году она стала называться школой крестьянской молодёжи. В 1929 году школа получила звание «Образцово-показательная сельская школа Ленинградской области». С 1935 года — средняя школа. В 1938 году Вахонькинскую школу окончили первые десятиклассники. При школе было подсобное хозяйство: 12 га земли, на которых выращивали овощи для школьной столовой, лошадь, коровы. К 1950-м годам у школы было 5 деревянных зданий, в том числе общежитие.
В 1977 году школа переехала в Никольское и получила название «Андогская средняя школа». На месте бывшей Вахонькинской школы стоит камень-валун, к которому выпускники приносят цветы. В 100-летию школы вологодский режиссёр Юрий Половников снял фильм «Чайки» об истории школы.

## Известные жители
Уроженцы Вахонькино
- Григорий Акинфович Белов (1895—1965) — народный артист СССР, лауреат Сталинской премии, ветеран Первой мировой войны
- Василий Михайлович Звонцов (1917—1994) — художник-график, офортист, педагог, автор теоретических исследований.

Выпускники Вахонькинской школы
- Василий Иванович Швецов (1898—1958) — генерал-полковник, командующий 23-й армией,
- Алексей Александрович Карташов (1924—1943) — Герой Советского Союза[10],
- Иван Панфилович Белов (1893—1938) — советский военный деятель, командарм 1-го ранга. Учился в Вахонькинском училище, жил в семье Акинфа Белова[11].